# 喀拉亚尕奇乡
喀拉亚尕奇乡，是中华人民共和国新疆维吾尔自治区伊犁哈萨克自治州伊宁县下辖的一个乡镇级行政单位。

## 行政区划
喀拉亚尕奇乡下辖以下地区：
喀赞其村、吉尔格郎村、喀拉亚尕奇村、胡吉尔特村、潘津布拉克村和奥依曼布拉克村。